# Sint-Joris en de draak (Kampen)
Sint-Joris en de draak is een koopmans- of patriciërswoning aan de Boven Nieuwstraat in de Nederlandse stad Kampen. Het Huis is gebouwd rond 1640 in in de stijl van het Maniërisme.  De fącade is versierd met uitbundige decoraties zoals vazen, guirlandes ,kapitelen, en fruit en was eerder ook beschilderd. Verder is de gevel voorzien van een gevelsteen. Op de gevelsteen wordt Sint-Joris en de draak uitgebeeld. Het gebouw dankt haar naam aan deze gevelsteen.